# Paecilaema granitum
Paecilaema granitum is een hooiwagen uit de familie Cosmetidae.